# 布永公爵亨利·德拉圖爾·多韋涅

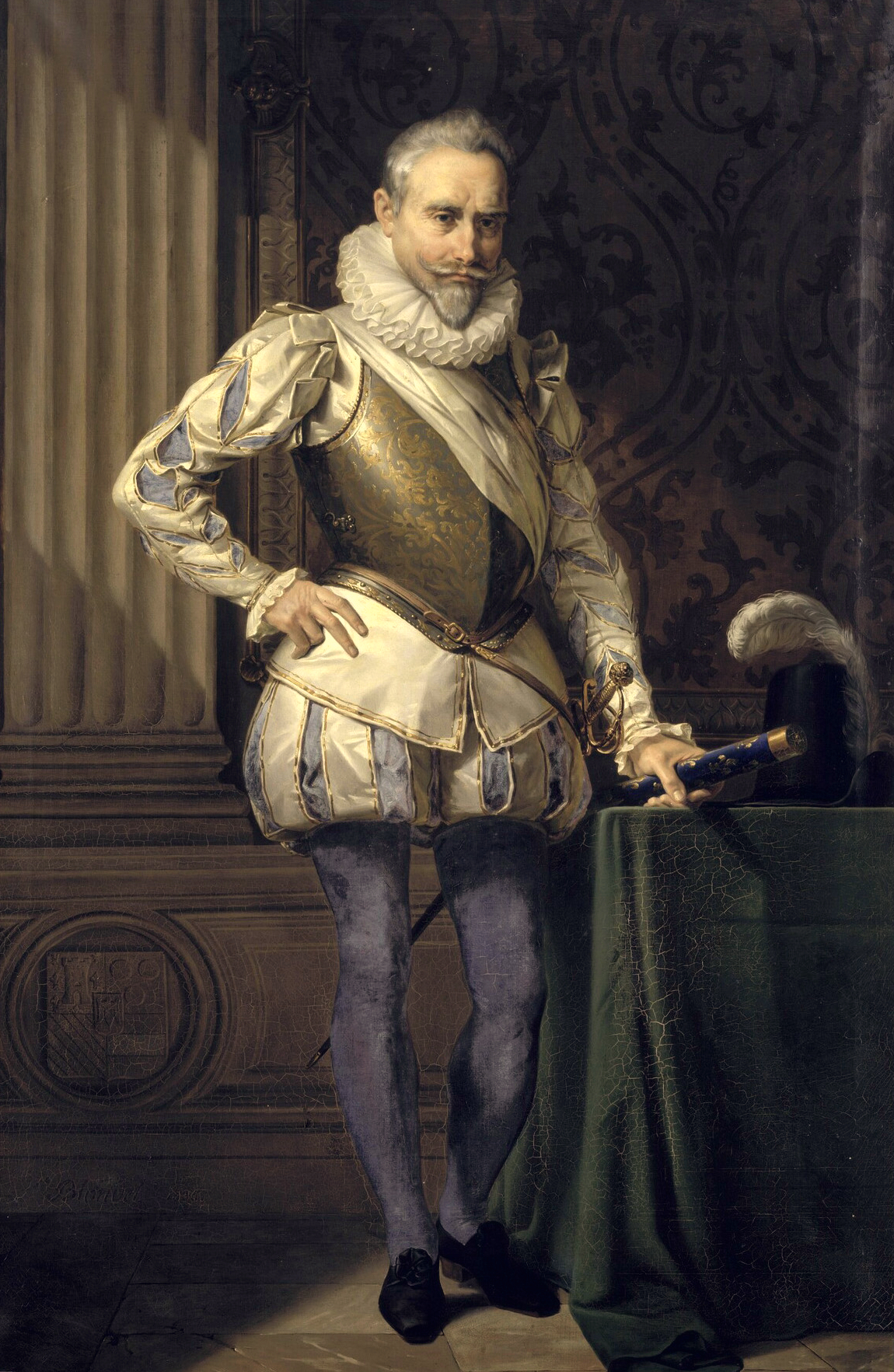
亨利·多韋涅

亨利·德拉圖爾·多韋涅（法語：Henri de La Tour d'Auvergne，1555年9月28日—1623年3月25日）是色当贵族、法国元帅，兼有布永公爵、蒂雷納子爵兩個爵位，他是法國歷史名將蒂雷納（子爵）之父。他的長子腓特烈·馬留斯則繼承了布永公爵之位。
他出身於法國胡格諾的貴族，父親為蒂雷納子爵法蘭西斯·德拉圖爾·多韋涅，母親是法國權貴重臣蒙莫朗西公爵的長女──伊莉諾·德·蒙莫朗西，父母都屬於名流貴族的行列。他早年是個孤兒，兩歲時母親早逝，三歲時（1557年）父親在義大利戰爭的聖康坦戰役中戰死（外祖父安內·蒙莫朗西也在此役被西班牙軍俘虜），故他從小被送進法王亨利二世的宮廷，由國王收為教子，專責命令團隊將其撫養長大。
他曾在1574年加入法國王位繼承人阿朗松公爵及蒙莫朗西公爵組成的「不滿派」，反對法王亨利三世。1576年他開始效忠新教領袖納瓦爾的亨利，並在亨利於1589年即位成法王亨利四世之後，參與了阿爾克戰役、伊夫里戰役而立下汗馬功勞，於1592年受封為法國元帥。他前後多次代表亨利與英女王伊莉莎白一世等新教勢力協商外交同盟，取得重要斬獲，譬如亨利·多韋涅在1590年11月被派往日爾曼、尼德蘭和英國各地求援時，成功爭取到拿騷的毛里茨支援，以及英女王伊麗莎白答應會再次金援（他更說服女王放棄對加萊的要求），共得1.5萬的外國新教軍來法支援。
1591年10月，亨利國王安排亨利·多韋涅和布永女公爵夏洛特·德·拉马克結婚。亨利四世让亨利·多韋涅娶她，除了奖赏他的功绩，也是为了让天主教的洛林公爵多一个强有力的对手，挡住他对法国的入侵，维护住新教这个地盘；同时也想满足亨利·多韋涅的愿望，達成他作為法国新教首领群的勃勃野心。這門婚事可謂一舉兩得，亨利四世還欠那些德國傭兵薪水，女公爵帶來不少珠寶作嫁妝，正好可以拿出來滿足這些傭兵。而通过这个婚事，亨利·多韋涅成为布永公爵，次年晋为法兰西元帅。
他與第二任妻子奧蘭治-拿騷的伊莉莎白（荷蘭國父沉默者威廉之女）生下許多子女，長子腓特烈·馬留斯繼承了布永公爵之位，次子亨利則成為17世紀法國最知名且最偉大的天才元帥──蒂雷納子爵。
1602年因為參與了比隆公爵的謀反事件，當謀叛者被捕獲、處斬後，亨利·多韋涅在心虛之下於隔年逃往日內瓦，也不得不坐看其布永公國由國王派出的總管控制。
1610年法王亨利四世死後，他才在安全無虞下回到法國，並擔任年幼法王路易十三的攝政委員之一，對抗蘇利公爵和孔奇尼。但孔奇尼是王太后玛丽·德·美第奇的第一寵臣，遭到打壓的亨利·多韋涅很快就退出了攝政圈。
1623年他在色當過世。